# Mostowskoi
Mostowskoi (russisch Мостовско́й) ist eine Siedlung städtischen Typs in der südrussischen Region Krasnodar mit 25.075 Einwohnern (Stand 14. Oktober 2010).

## Geografie
Die Siedlung liegt am Nordrand des Großen Kaukasus etwa 150 Kilometer südöstlich der Regionshauptstadt Krasnodar am linken Ufer der Laba, eines linken Nebenflusses des Kuban.
Mostowskoi ist Verwaltungszentrum des gleichnamigen Rajons Mostowskoi.

## Geschichte
Der Ort entstand 1894 im Zusammenhang mit der Errichtung einer Brücke (russisch most) über die Laba als Mostowoje (später auch Mostowskoje). 1961 erhielt der Ort den Status einer Siedlung städtischen Typs.

### Bevölkerungsentwicklung
| Jahr | Einwohner |
| ---- | --------- |
| 1939 | 4.920     |
| 1959 | 7.216     |
| 1970 | 12.495    |
| 1979 | 14.363    |
| 1989 | 19.348    |
| 2002 | 24.866    |
| 2010 | 25.075    |

Anmerkung: Volkszählungsdaten

## Wirtschaft und Infrastruktur
Die Wirtschaft von Mostowskoi ist von der Verarbeitung landwirtschaftlicher Produkte geprägt.
Die Siedlung liegt an der Eisenbahnstrecke von Kurganinsk über Labinsk nach Schedok bzw. Psebai (Stationsname Mostowskaja).
Durch Mostowskoi führt die Regionalstraße R256 Maikop–Karatschajewsk. Eine Straßenbrücke verbindet den Ort mit der Staniza Sassowskaja am gegenüber liegenden Ufer der Laba.

## Persönlichkeiten
- Roman Anatoljewitsch Pawljutschenko (* 1981 in Mostowskoi), Fußballspieler